# 西鏡島駅
西鏡島駅（にしかがしまえき）は、岐阜県岐阜市鏡島にあった、名古屋鉄道鏡島線の駅。
鏡島線の終着駅で、駅は長良川の堤防下に位置していた。

## 歴史
当駅は廃止時こそ鏡島線の終着駅であったが、1924年（大正13年）の鏡島線開業から長きにわたり、路線の終着駅は2駅前の鏡島駅であった。その鏡島駅から当駅まで路線が伸びたのは戦後の1954年（昭和29年）のことである。開業時は合渡橋駅（ごうどばしえき）と称した。西鏡島駅に改称するのは1957年（昭和32年）のことである。
しかし、当駅まで路線が到達したころにはすでに交通の需要は鉄道から自動車に移行しつつあり、鏡島線の設備は市内の交通機関としては見合わないものになってしまっていた。結局モータリゼーションの進展により鏡島線は1964年（昭和39年）に廃止、それにより当駅は廃駅となった。駅が存在したのはわずか10年間であった。
- 1954年（昭和29年）9月10日 - 鏡島駅 - 当駅間の延伸に際し、合渡橋駅として開業[5]。駅の位置は千手堂駅起点4.3 km地点[6]。
- 1957年（昭和32年）9月5日 - 西鏡島駅に改称[5]。千手堂起点4.4 km地点に移転[6]。
- 1964年（昭和39年）10月4日 - 鏡島線の廃止にともない廃駅となる[5]。

## 駅構造
晩年の状況は、単式1面1線の乗り場であった。駅舎もなかった。

## 利用状況
| 年度 | 乗車人員 | 降車人員 |
| ---- | -------- | -------- |
| 1956 | 118,732  | 121,447  |
| 1957 | 126,008  | 131,990  |
| 1958 | 136,319  | 141,271  |
| 1959 | 131,213  | 136,530  |
| 1960 | 147,808  | 155,244  |
| 1961 | 166,955  | 170,590  |
| 1962 | 183,267  | 185,934  |
| 1963 | 156,967  | 165,464  |

- 『岐阜県統計書デジタルアーカイブ』岐阜県より

## 廃止後の状況

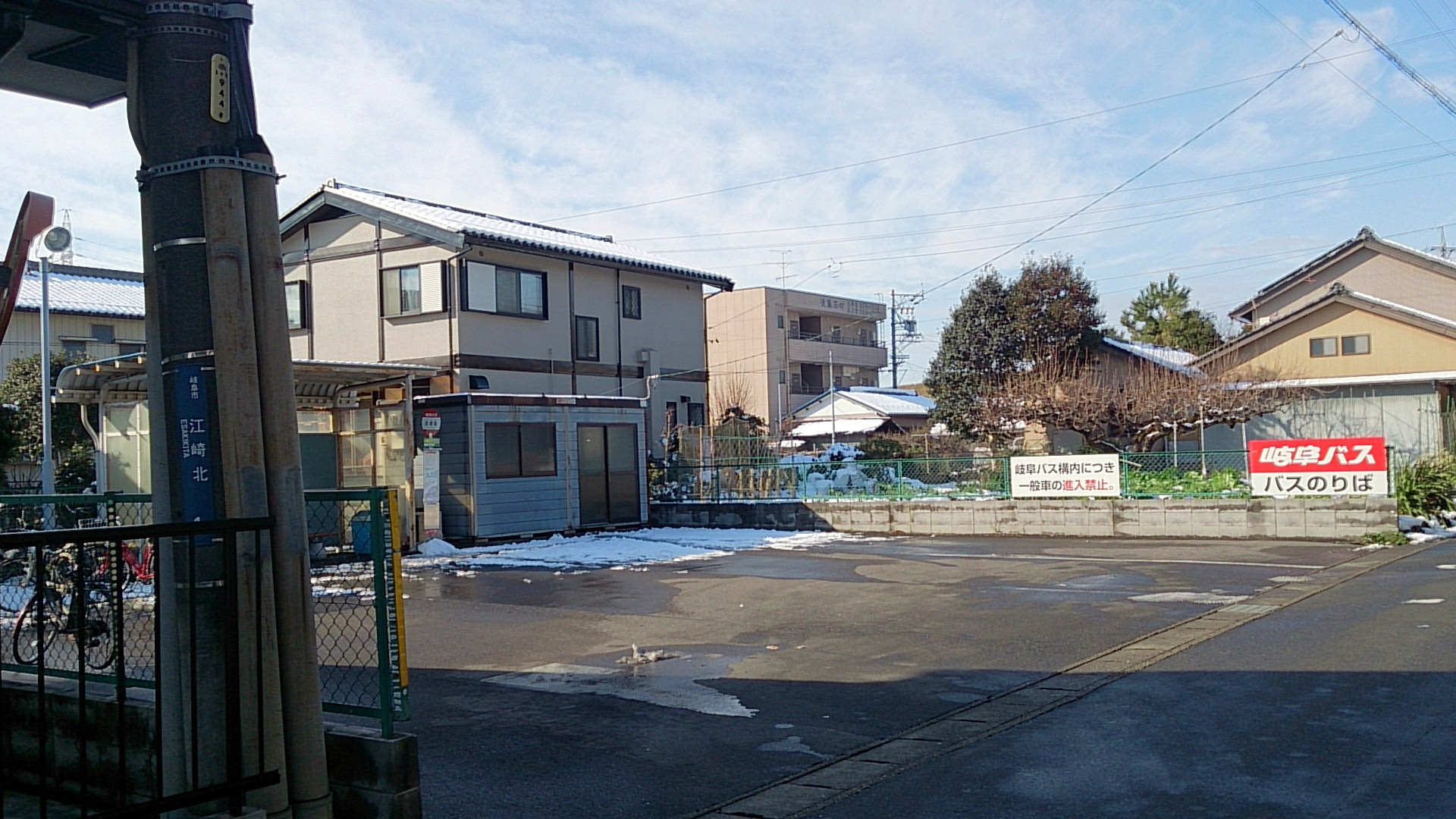
岐阜バス・西鏡島バス停（2014年12月撮影）

- 駅の跡地は、河渡橋への高架区間の南付近であった。名鉄バス→岐阜バス「西鏡島」バス停、およびバスの回転所に利用されていたが、岐阜バスの路線再編成の影響により2008年頃に回転所は廃止され、区画整理により分譲住宅地・商業地[9]になっている。従って、かつての西鏡島駅跡地は現状のバス停以外では名残が残っていない。

## 隣の駅
名古屋鉄道
鏡島線
港駅 - 西鏡島駅